# Peugeot Streetzone
Il Peugeot Streetzone è uno scooter prodotto dalla casa motociclistica francese Peugeot dal 2013 come erede del modello Trekker.

## Storia
Presentato al EICMA nel novembre 2013 lo Streetzone è un piccolo scooter a ruote basse destinato soprattutto al pubblico giovanile. Nasce per sostituire il precedente Trekker e viene prodotto in Cina nello stabilimento di Jinan, sede della joint venture Jinan Qingqi-Peugeot Motorcycles.
Viene caratterizzato da un design della carrozzeria sportiva, pedana piatta e manubrio “naked” privo di guscio protettivo in plastica. Presenta una gamma motori composta da un 50 due tempi e una versione 100 a quattro tempi con pneumatici da 10” abbinato a gomme tassellate oppure da  12”con pneumatici stradali.
La forcella telescopica è a vista e sui modelli con ruote da 12” è verniciata, le pedane laterali sono in alluminio, inoltre tutti i modelli presentano un bumper kit per proteggere la carrozzeria e i fanali.
La marmitta è di tipo racing rovesciata, l’impianto frenante è composto da disco anteriore Shuricane da 190 mm e posteriore e tamburo da 110 mm. 
Il motore del cinquantino è un 49,9 cc due tempi raffreddato ad aria che eroga 3 kW (4,1 CV) ed è omologato Euro 2. 
Il motore 100 è un quattro tempi da 102 cc che eroga 5 kW (6,8 CV) ed  è omologato Euro 3.
Ad EICMA 2016 viene presentata la gamma MY2017 ridotta al solo motore 50 omologato Euro 3, mentre esce di produzione la versione 100 a causa delle basse vendite.
Nel fine 2018 il cinquantino due tempi viene omologato Euro 4.
Nel 2021 debutta il nuovo motore a quattro tempi 50 omologato Euro 5 che manda in pensione il vecchio due tempi. Il nuovo 50 è raffreddato ad aria, eroga 2,6 kW (3,5 CV) a 7700 giri/min e una coppia massima di 3,2 Nm a 7300 giri/min.  Viene proposto solo con pneumatici tassellati da 10”.

## Peugeot e-Streetzone elettrico
La versione elettrica, denominata e-Streetzone è stata presentata al Salone di Parigi 2022 ed è omologata come ciclomotore L1e (equivalente ad un cinquantino). È disponibile con una o due batterie estraibili con autonomia dichiarata pari a 61 km (versione a una batteria) e 112 km (versione con doppia batteria). Due le modalità di marcia, Eco con velocità massima limitata a 25 km/h e Boost che raggiunge i 45 km/h. Il peso varia dai 90 kg della versione con batteria singola fino a 102 kg con due batterie. La produzione è prevista dal 2023. Oltre a questi due modelli è prevista una versione Cargo con doppia batteria, sella monoposto e portapacchi posteriore in acciaio.